# دولورس دل ریو
ماریا دلوس دولورس آسانسلو آنتونیا لوپز-نگرت (اسپانیایی: María de los Dolores Asúnsolo López-Negrete‎) با نام هنری دولورس دل ریو (اسپانیایی: Dolores del Río‎ زاده ۳ اوت ۱۹۰۴ در دورانگو - درگذشتهٔ ۱۱ آوریل ۱۹۸۳ در کالیفرنیا) یک هنرپیشه اهل مکزیک بود که از او به عنوان اولین ستاره بزرگ زن در آمریکای لاتین یاد می‌شود.

## سنین جوانی و تحصیلات

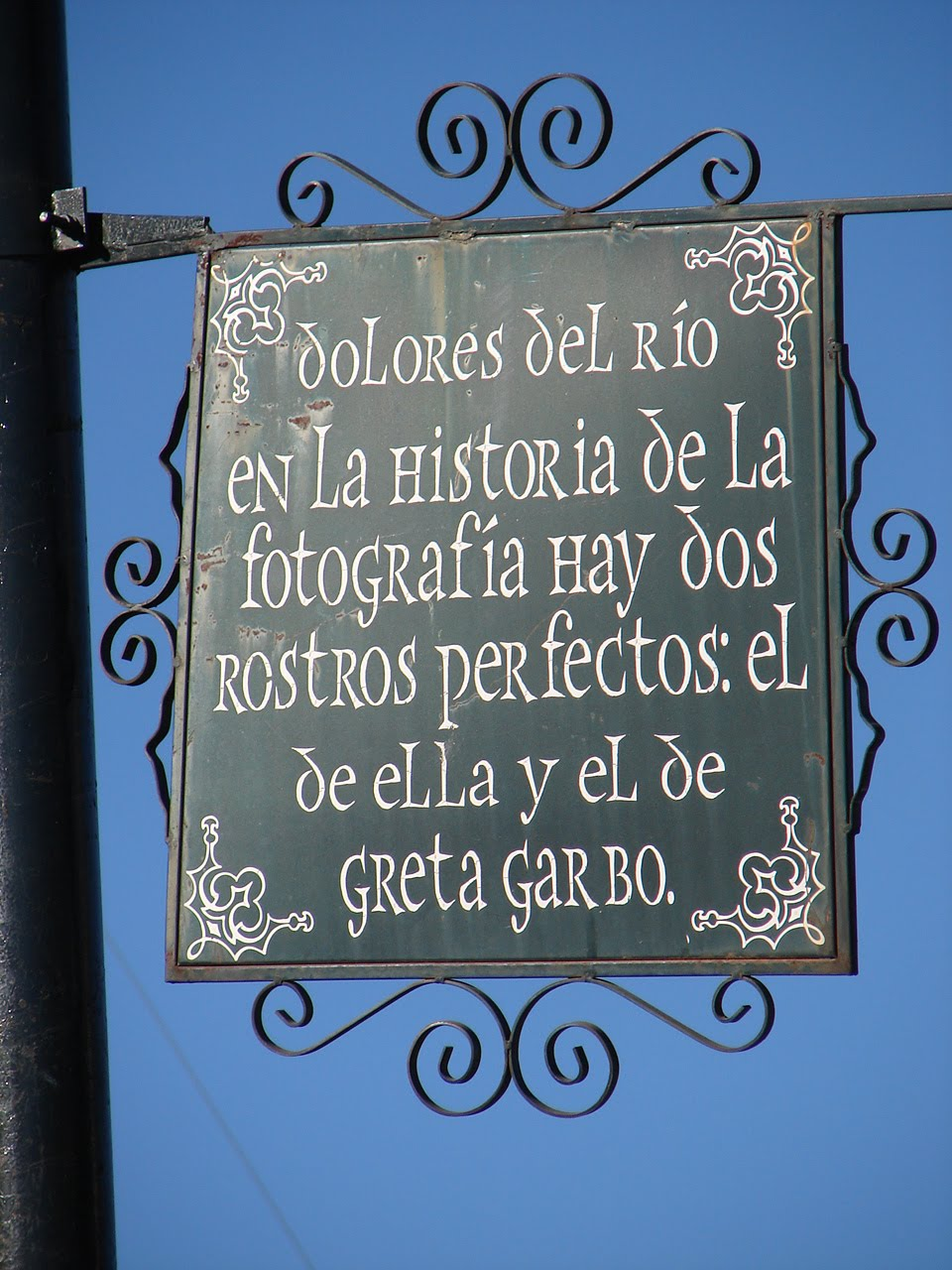
خانه دولورس دل ریو

خانواده آسانسلو در طول انقلاب مکزیک (۱۹۱۰ تا ۱۹۲۱) تمامی دارایی‌هایش را از دست داد تا اینکه پدر خانواده تصمیم گرفت به ایالات متحده مهاجرت کند در حالی که همسر و فرزندش با قطار مهاجرت کردند آن‌ها سرانجام در سال ۱۹۱۲ در مکزیکو سیتی به یکدیگر پیوستند. بعد از مدتی آن‌ها موقعیت اجتماعی از دست رفته خود را به دست آوردند و تحت حمایت رئیس‌جمهور آن زمان فرانسیسکو مادرو قرار گرفتند.
دولورس تحصیلات خود را در دانشکده سنت جوزف که توسط راهبههای فرانسوی اداره می‌شد، آغاز کرد. از سال ۱۹۱۹ مادرش او را به کلاس‌های بالهٔ " مادام آنا پاولووا " بالارینای روسی می‌برد. دولورس بعد از مدتی با دیدن یکی از اجرای‌های مادام پاولووا به نام آرژانتین مادرش را متقاعد کرد که در کلاس‌های رقص " فلپ لوپز " شرکت کند.
در سال ۱۹۲۱ دولورس به دعوت گروهی از زنان مکزیکی برای رقص در یکی از جشن‌ها شرکت کرد و در همین جشن با " جیمی مارتینز دل ریو ویننت " آشنا شد. جیمی تحصیل کرده انگلستان بود و آن‌ها بعد از ۲ ماه آشنایی در تاریخ ۱۱ آوریل ۱۹۲۱ به‌طور رسمی ازدواج کردند که دولورس در این هنگام ۱۷ سال داشت در حالی که جیمی پسری ۳۴ ساله بود. آن‌ها دو ماه را برای ماه عسل در اروپا گذراندند که در این هنگام جیمی ارتباط نزدیکی با خانواده‌های اشرافی اروپایی برقرار کرد و دولورس نیز در اسپانیا و در یک جشن خیریه برای سربازان مجروح رقصید، که " آلفونس سیزدهم " پادشاه اسپانیا و همسرش ملکه " ویکتوریا یوجینی " شخصاً از او تقدیر کردند و ملکه تابلویی از خود را به او هدیه داد.
در سال ۱۹۲۴ دولورس و همسرش به مکزیک بازگشته و تصمیم گرفتند تا در املاک خانواده جیمی که محصول اصلی آن پنبه بود زندگی کنند اما متأسفانه پس از مدتی بازار پنبه به شدت سقوط کرد و این زوج در آستانه ویرانی قرار گرفتند. در همین حین بود که دولورس متوجه بارداری خود شد اما او سقط جنین را تجربه کرد و پزشک به او هشدار داد که با بارداری مجدد زندگی او در معرض خطر است. پس از این اتفاقات تصمیم گرفتند تا در شهر مکزیکو سیتی ساکن شوند.
در اوایل سال ۱۹۲۵ دولورس با فیلمساز آمریکایی ادوین کرو آشنا شد و او را به سمت خود جذب کرد و کرو نیز مصمم بود که او را داشته باشد چون مطمئن بود که می‌تواند از او یک ستاره بسازد و جیمی هم در فکر این بود که نیازهای اقتصادی خود را برطرف کند و به آرزوی دیرینه خود که نوشتن نمایشنامه است برسد برای همین هر سه آن‌ها بر خلاف قوانین جامعه آن زمان و همچنین بدون توجه به مخالفت‌های خانوادگی راهی ایالات متحده شدند.

## حرفه هنری

### فیلم‌های صامت
کرو نماینده، مدیر برنامه و تهیه‌کننده دولورس بود و در ابتدای کار نام هنری دولورس دل ریو را برای او انتخاب کرد و برای تبدیل او یه یک ستاره تبلیغات وسیعی ترتیب داد و به عنوان بخشی از این کمپین تبلیغاتی کرو یک گزارش اختصاصی دربارهٔ دولورس در مهم‌ترین مجلات هالیوود ارائه داد:
دولورس دل ریو، اولین بانو و وارث طبقهٔ بالای جامعه مکزیکی با یک محموله شال و شانه به ارزش ۵۰٬۰۰۰ دلار به هالیوود آمده که او در اولین فیلم خود جوانا به رهبری ادوین کرو یابنده خود بازی خواهد کرد . 
دولورس اولیت فعالیت هنری خود را در فیلم جوانا در سال ۱۹۲۵ آغاز کرد که در این فیلم او در نقش کارلوتا د سیلوا یک خون‌آشام با اصلیت اسپانیایی - برزیلی بود اما او فقط به مدت ۵ دقیقه در این فیلم ظاهر شد و در سال ۱۹۲۶ در فیلم The High Steppers شرکت کرد اما در این فیلم نیز نقش سوم به او داده شد.
دولوروس مورد توجه کارل لمله فیلمساز آلمانی قرار گرفت و در مورد شرکت او در فیلم The Whole Town's Talking با کرو صحبت کرد. این فیلم‌ها، فیلم‌های بزرگی نبودند اما برای افزایش محبوبیت دولورس در میان مردم نقش پررنگی داشتند.
او اولین نقش خود را در فیلم Pals First بازی کرد که این فیلم نیز به کارگردانی ادوین کرو بود. پس از آن رائول والش از او دعوت کرد تا در فیلمافتخار دیگر ارزشی ندارد شرکت کند این فیلم جنگی موفقیت بزرگی برای او به همراه داشت و تمامی بازیگران و دست‌اندرکاران فیلم جذب زیبایی او شدند و فیلم نیز به موفقیت تجاری بزرگی دست پیدا کرد و عنوان بهترین فیلم سال را نیز به خود اختصاص داد و حتی این فیلم تنها در آمریکا حدود ۲ میلیون دلار درآمد داشت.
در همین سال به لطف این پیشرفت در بازیگری در کنار تازه واردانی دیگر چون: جوآن کراوفورد، مری آستور، جنت گینور، فی ری و … به عنوان ستاره‌های کودک وامپس (WAMPAS Baby Stars) در سال ۱۹۲۶ دست پیدا کرد.
در سال ۱۹۲۷ در فیلمی به نام رستاخیز نقش آفرینی کرد این فیلم بر اساس رمانی به همین نام اثر نویسنده روس لئو تولستوی تهیه و توسط ادوین کرو کارگردانی و تولید شد که در این فیلم دل ریو در نقش قهرمان و رود لا رک هم در نقش یک مرد پیشرو ظاهر شدند.
با توجه به موفقیت فیلم رستاخیز شرکت فاکس فیلم دیگری به نام The Loves of Carmen به کارگردانی رائول والش را ارائه کرد.
در سال ۱۹۲۸ شرکت فاکس از دل ریو دعوت کرد تا در فیلم No Other Woman (هیچ زن دیگر) به کارگردانی لو تلخن نقش آفرینی کند و در همین سال در فیلم دیگری به نام The Trail of '98 (دنباله‌ای از '۹۸) نقش اصلی به او داده شد در واقع قرار بر این بود که این نقش را رنه آدوره بازی کند اما او به دلیل ابتلا به بیماری سل کنار کشیده بود که این فیلم نیز به موفقیت رسید.
پس از آن دل ریو برای بازی در نسخه سوم فیلم رامونا انتخاب شد که این فیلم بخاطر موسیقی نوینی که توسط وولف گیلبرت، دل ریو و کمپانی آرسی‌ای رکوردز نوشته و ضبط شده بود به موفقیت بزرگی دست پیدا کرد.
در اواخر سال ۱۹۲۸ هالیوود با ظهور فیلم‌های صوتی نگرانی‌هایی پیدا کرد و در روز ۲۹ مارس به کمک دل ریو هنرمندانی چون: داگلاس فربنکس،
چارلی چاپلین، نورما تالماج، گلوریا سوانسون، جان باریمور و دی. دبلیو. گریفیث در منزل مری پیکفورد گرد هم آمدند تا در برنامه رادیویی ساعت برادران دوج (The Dodge Brothers Hour) دربارهٔ چالش فیلم‌های صوتی گفتگو کنند و دل ریو نیز با آواز رامونا مخاطبان را شگفت زده کرد.
در حالی که حرفه دل ریو شکوفا شده بود زندگی شخصی اش بسیار آشفته بود و همسرش نمی‌توانست فشارهای زندگی با یک ستاره را تحمل کند برای همین از یکدیگر جدا شدند علاوه بر این کرو تلاش‌های خود را برای تسخیر او متوقف نمی‌کرد و این باعث شد که دل ریو از این آزار و اذیت دائمی رنج ببرد.
در همان اواخر سال ۱۹۲۸ سومین فیلم خود را با رائول والش به نام رقص سرخ (The Red Dance) ساخت. پروژه بعدی او فیلمی بود به نام Evangeline که این فیلم از شعر حماسی هنری وادزورث لانگ‌فلو الهام گرفته شده بود و تم فیلم نیز با آهنگی نوشته شده توسط آل جلسن و بیلی رز  همراه بود که دل ریو آن را اجرا کرد و در آخر این فیلم همراه با یک صفحه ویتافون شامل: دیالوگها، موسیقی و جلوه‌های صوتی منتشر شد.
ادوین کرو برای بدست آوردن دل ریو مقدمات گرفتن طلاق از همسرش  مری آتکین  را آماده کرده و همچنین شایعاتی دروغین در فیلم‌های خود به وجود آورد.
در هنگام فیلمبرداری فیلم Evangeline تمامی هنرمندان از دل ریو خواستند که رابط هنری و حرفه‌ای خود را با کرو بهم بزند. دل ریو هم در نیویورک در حضور خبرنگاران اعلام کرد که: من و ادوین فقط دو دوست و همکار در سینما هستیم من با او ازدواج نخواهم کرد. 
ادوین از این صحبت‌های دل ریو عصبی شد و پرونده‌ای جنائی علیه او ترتیب داد اما مشاور دولورس با کرو بیرون از دادگاه مسئله را حل و فصل کرد.
با حل شدن مشکلات کرو مبارزه‌ای دیگر علی دولورس ترتیب داد او نسخه‌ای دیگر از فیلم رستاخیز ساخت که بجای دولورس یکی دیگر از ستاره‌های محبوب مکزیک، لوپه به‌لز بازی می‌کرد.
در نهایت دولورس از کرو جدا شد و برای فیلمبرداری فیلم The Bad One به کارگردانی جورج فیتزماوریس آماده شد این فیلم در ژوئن ۱۹۳۰ با موفقیتی بزرگ منتشر شد . منتقدان دولورس با دیدن این فیلم می‌گفتند که او می‌تواند با لهجه زیبای خود انگلیسی صحبت کند یا آواز بخواند.

## دهه ۱۹۳۰
در سال ۱۹۳۰ دولورس با سدریک گیبنز مدیر هنری شرکت مترو گلدوین مایر آشنا شد و پس از یک دیدار عاشقانه در قلعه هرست در تاریخ ۶ اوت ۱۹۳۰ ازدواج کردند مدتی پس از این ازدواج دولورس به عفونت شدید کلیوی مبتلا شد که پزشکان به او یک استراحت طولانی مدت توصیه کردند او پس از بدست آوردن سلامتی خود به‌طور انحصاری به استخدام کمپانی معتبر آر.ک.ئو درآمد. اولین فیلم او با این کمپانی دختر ریو (Girl of The Rio) نام داشت که توسط هربرت برنون کارگردانی شده بود.
در سال ۱۹۳۲ دیوید او سلزنیک به کینگ ویدور کارگردان مشهور آمریکایی گفت: من دل ریو و جوئل مک‌کری را برای یک داستان عاشقانه در دریاهای جنوب می‌خواهم برای این فیلم داستان زیادی ندارم اما اطمینان دارم که آن را با پریدن یک زیبارو در آتشفشان پایان خواهم داد.  . 
مرغ بهشت در هاوایی فیلمبرداری شد و دل ریو در این فیلم در نقش یک بومی زیبارو بود. این فیلم در تاریخ ۱۳ سپتامبر ۱۹۳۲ در نیویورک به نمایش گذاشته شد اما با وجود صحنه‌هایی جنجال به پا کرد.
بعد از این فیلم کمپانی آر.ک.ئو تصمیم گرفت که دل ریو در فیلم موزیکال پرواز بسوی ریو (Flying Down to Rio) شرکت کند. در این فیلم هنرمندانی چون: فرد آستر و جینجر راجرز اولین شرکای رقص بودند و دل ریو در مقابل فرد آستر برای رقص پیچیده‌ای به نام ارکیده در مهتاب (Orchids in the Moonlight) قرار گرفت اما پس از اولین جلسه فیلمبرداری کمپانی آر.ک.ئو نگران مشکلات اقتصادی خود بود و تصمیم گرفت تا قرارداد دل رو را تمدید نکند.
در سال ۱۹۳۴ دیوید او سلزنیک به عنوان تهیه‌کننده‌ای مستقل نقش زن سرپرست در فیلم زنده یاد ویا را به او پیشنهاد کرد و دل ریو پس از خواندن فیلمنامه بنابر دلایل مکزیکی با دیدگاه تاریخی شخصیت مخالفت کرد و در نهایت این نقش به فی ری داده شد.
در سال ۱۹۳۴ جک وارنر با دل ریو در یک مهمانی روبرو شد و به او پیشنهاد بازی در دو فیلم داد که یکی از این دو فیلم، فیلم موزیکال  Wander Bar  به کارگردانی لوید بیکن بود.
برای این فیلم بازبی برکلی طراح رقص و آل جولسون همکار او بود و نقش دل ریو آنقدر رشد کرد که شخصیت دیگر بازیگر فیلم کی فرانسیس به شدت کاهش پیدا مرد تا جایی که او تهدید کرد که فیلمبرداری را متوقف می‌کند که در نهایت این فیلم در مارس ۱۹۳۴ به نمایش درآمد.
وارنر فیلمبرداری مادام دو باری را آغاز کرد که برای این فیلم دل ریو به عنوان ستاره و ویلیام دیترله به عنوان کارگردان انتخاب شدند. اما این فیلم بخاطر وجود صحنه‌هایی با سانسورهای زیاد منهدم شد و به هیچ موفقیتی دست پیدا نکرد.
در همان سال دل ریو به همراه دو بازیگر مکزیکی دیگر رامون نووارو و لوپه به لز متهم به ترویج کمونیسم در کالیفرنیا شدند. این اتفاق هنگام حضور آن‌ها در جشن ویژه فیلم سرگئی آیزنشتاین به نام زنده یاد مکزیک (Que viva México¡) افتاد و ادعا کردند که این فیلم که احساسات ناسیونالیستی را با نگرش‌های سوسیالیستی ترویج می‌کند توسط ژوزف استالین دستکاری شده‌است. پس از این اتفاقات دل ریو در تاریخ ۲۹ سپتامبر ۱۹۳۴ همراه با رامون نووارو و لوپه به لز به مکزیک بازگشت. مدتی پس از بازگشت آبلادو رودریگز رئیس‌جمهور مکزیک آن‌ها را به مراسم افتتاحیه کاخ هنر در مکزیکو سیتی دعوت کرد.
در سال ۱۹۳۵ وارنر برای بار دیگر او را برای بازی در فیلم موزیکال In Caliente دعوت کرد که در این فیلم او در نقش یک رقصنده مکزیکی بازی می‌کند که به شخصیت دیگری که نقش آن را پت اوبرایان بازی می‌کند دل می‌بندد. در همین سال او در فیلم دیگری به نام من برای عشق زندگی می‌کنم (I Live for Love) نقش آفرینی کرد.
در سال ۱۹۳۷ دولورس با پشتیبانی Universal Studios در فیلم The Devil's Playground در کنار دیگر هنرمندانی چون چستر موریس و ریچارد دیکس ظاهر شد اما فیلم با وجود این ستارگان با شکست سنگینی مواجه شد.
در سال ۱۹۳۸ دولورس قراردادی را با کمپانی فاکس امضا کرد تا در دو فیلم International Settlement و Lancer Spy با جرج سندرز بازی کند اما هر دوی این فیلم‌ها با شکست روبرو شدند.

## مرگ
در 11 آوریل 1983، دولورس دل ریو بر اثر نارسایی کبد در سن 78 سالگی در نیوپورت بیچ کالیفرنیا درگذشت.